# Kaiserschleuse

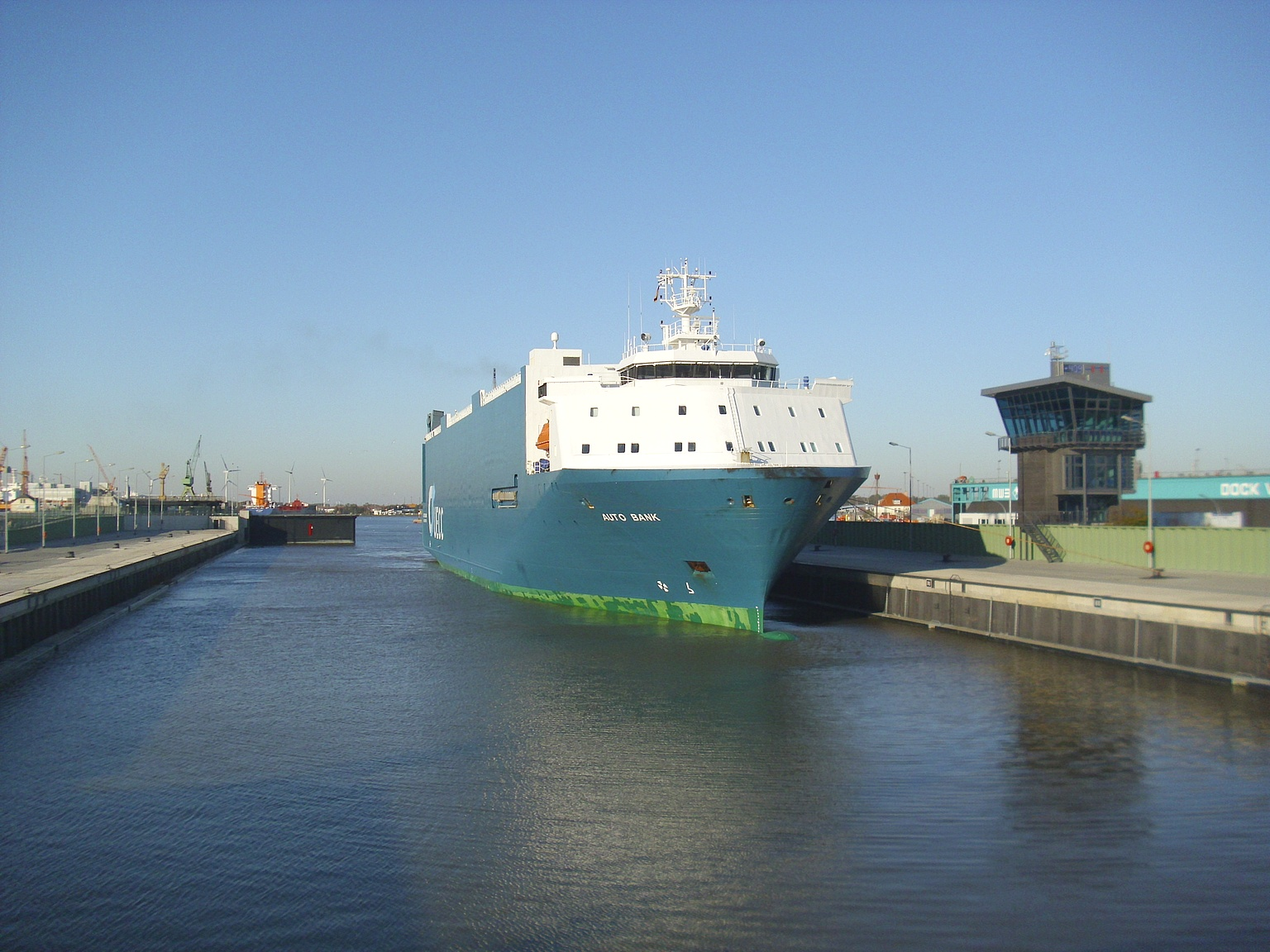
Autotransporter in der Kaiserschleuse

Die Kaiserschleuse ist eine Schleuse im Stadtbremischen Überseehafengebiet Bremerhaven. Sie verbindet die Kaiserhäfen I–III mit der Weser.

## Geschichte

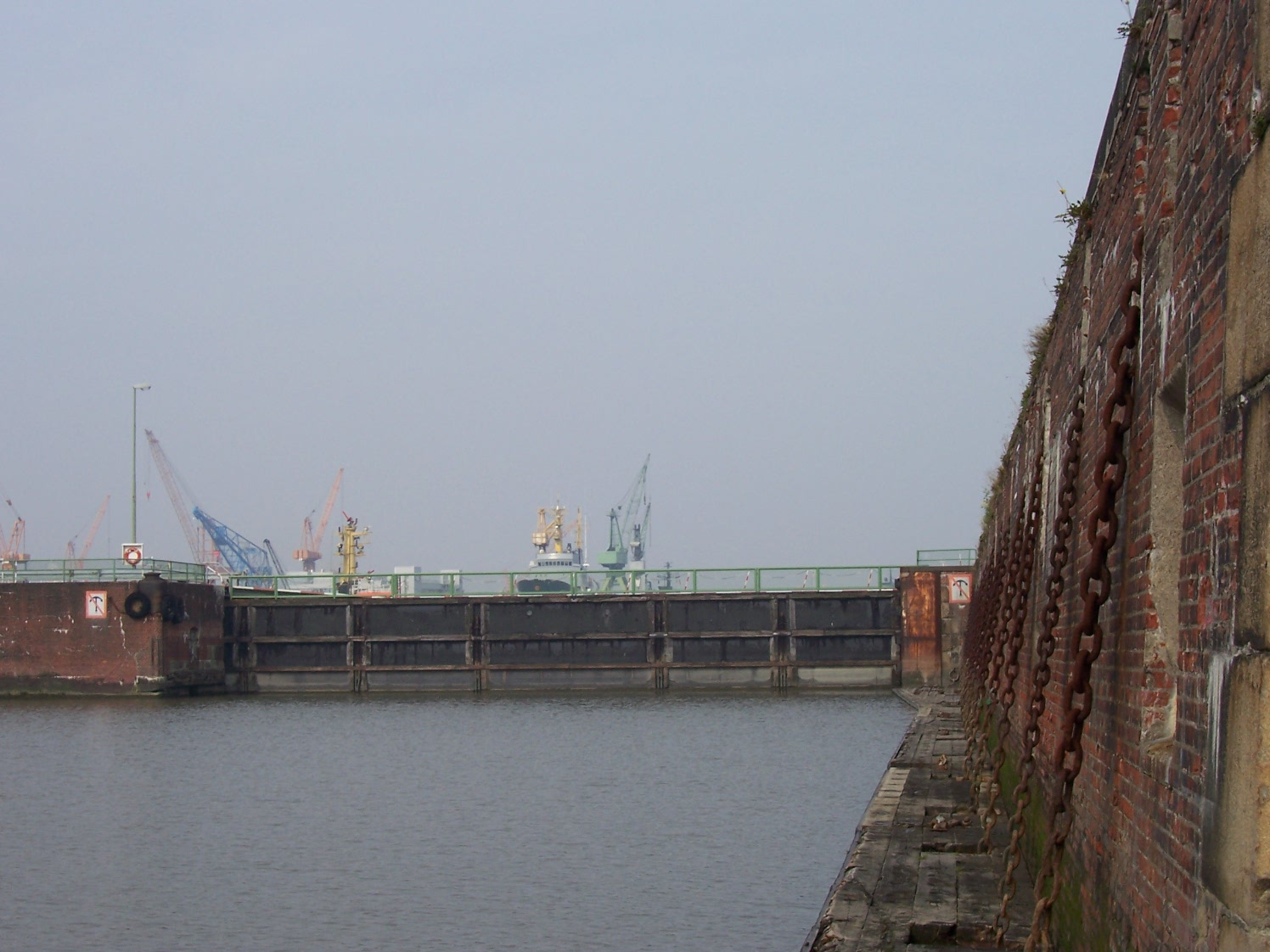
Alte Kaiserschleuse

Die erste (kleine) Kaiserschleuse entstand 1876 als quere Direktverbindung in den Kaiserhafen (I). Als sie für die Schiffe des  Norddeutschen Lloyd nicht mehr reichte, wurde ab 1892 die zweite (große) Kaiserschleuse gebaut. Die Inbetriebnahme erfolgte am 23. August 1897, die offizielle Einweihung am 20. September 1897. Damals war sie bei einer Länge von 223,2 m zwischen den Häuptern (Kammerlänge 200 m), einer Durchfahrtsbreite von 28 m (Kammerbreite 45 m) und einer Drempeltiefe von 7,0 m unter Seekartennull die mit Abstand größte Schleuse der Welt. Die Baukosten betrugen 18,5 Mio. Mark (umgerechnet und inflationsbereinigt etwa 159,9 Mio. Euro), es wurden insgesamt über 20.000 Pfähle gerammt und 25 Millionen Ziegelsteine verbaut.

### Wohngebäude

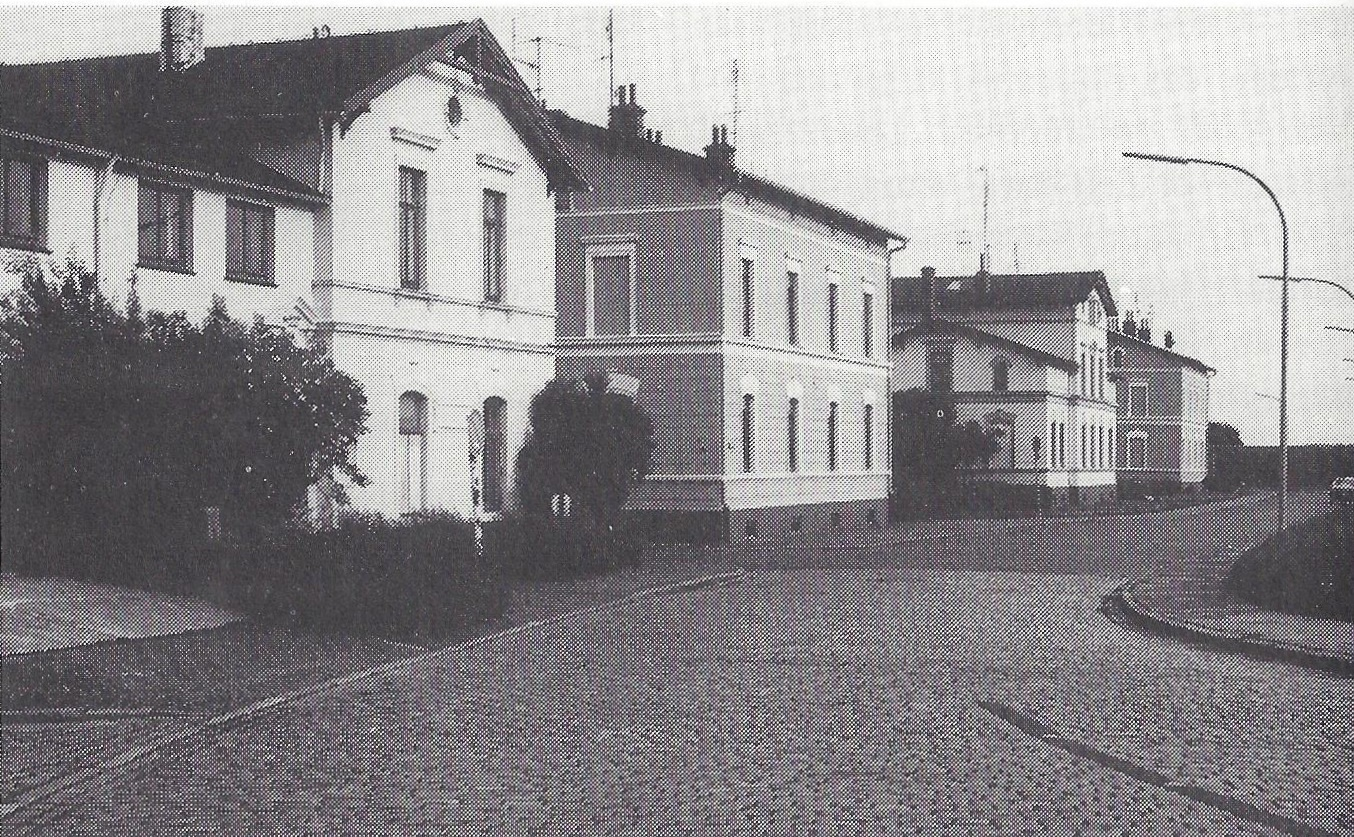
Häuser an der Inselstraße

Für die Bediensteten der bremischen Hafenverwaltung – Schleusenwärter der Kaiserschleuse und Handwerker des Reparaturbetriebes und des Hafenkraftwerks an der Wiegandstraße – wurden zwischen 1878 und 1914 die Wohngebäude Inselstraße 1–5 geschaffen. Obwohl das Hafenkraftwerk geschlossen und der Reparaturbetrieb nach Geestemünde verlegt worden war, wurden die Wohngebäude ihrem Zweck entsprechend genutzt und von etwa 20 Bediensteten und ihren Familien bewohnt. Über einfachen Grundrissen gebaut, zeigten die Häuser in der Wandgliederung reizvolle historisierende Stilelemente. Dem Neubau der Schleuse mussten sie weichen.

### Erweiterung der Schleuse

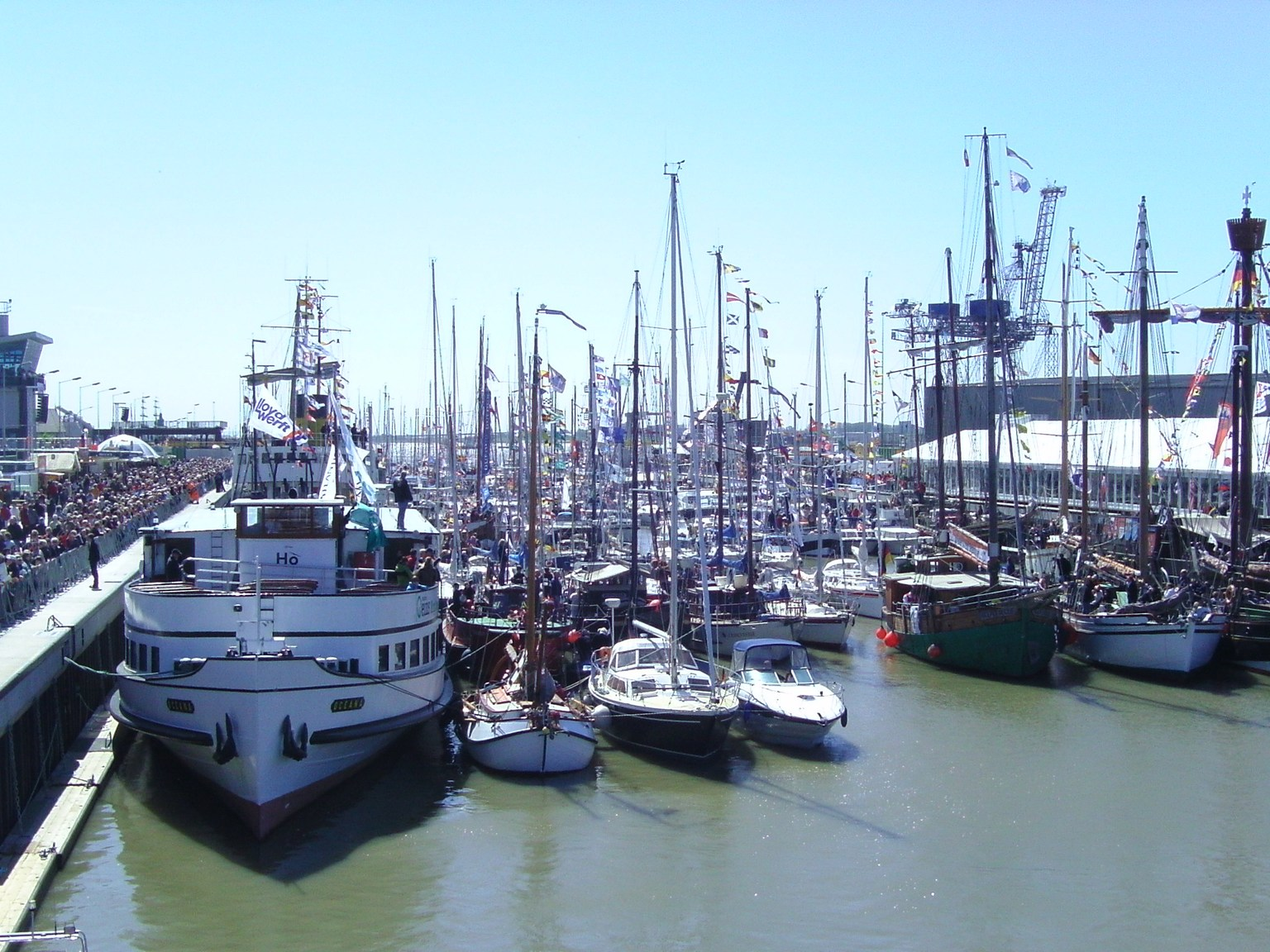
Einweihung der neuen Kaiserschleuse (2011)

Von 2007 bis 2011 wurde die Kaiserschleuse auf eine Durchfahrtsbreite von 55 m und eine Länge von 305 m erweitert, um unter anderem den immer größer werdenden RoRo-Schiffen genügend Platz zu bieten und die Erreichbarkeit der hinter der Schleuse liegenden Häfen bei Wartungsarbeiten oder Ausfällen einer der beiden Schleusen sicherzustellen. Sie erreicht damit die Panamax-Maße. Es wurden Baukosten von 233 Mio. Euro erwartet. 2010 wurde das nördliche – 2200 Tonnen schwere – befahrbare Schleusentor eingeschwommen, das 57 Meter lang, 23 Meter hoch und neun Meter breit ist.
Im April 2011 wurde die neue Kaiserschleuse eingeweiht. Erstes durchgeschleustes Schiff war der Autotransporter Fidelio der Reederei Wallenius Wilhelmsen.
Die neue Kaiserschleuse war nach dreieinhalb Jahren Bauzeit fertig; es wurden 640.000 m³ Boden ausgehoben, 6.800 m³ Unterwasserbeton und 45.000 m³ Beton verbaut. Dazu kamen 4.300 Tonnen Bewehrungsstahl, 6.300 Tonnen Konstruktionsstahl sowie 25.800 Tonnen Stahl für Spundwände und deren Stahlpfähle. Die erweiterte Kaiserschleuse ist genauso breit wie die neuen Schleusen des Panamakanals, welche am 26. Juni 2016 feierlich in Betrieb genommen wurden.

#### Sperrung wegen Schäden

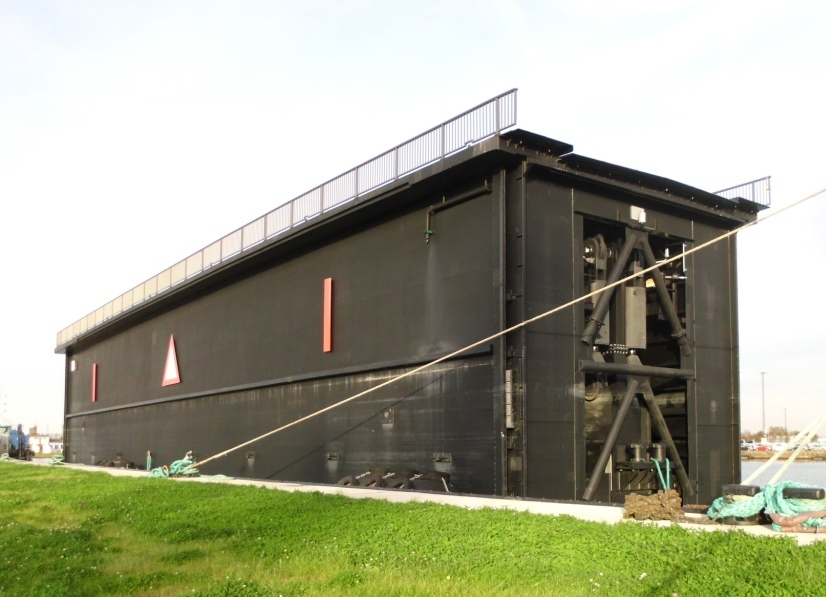
Reservetor der neuen Kaiserschleuse

Im Oktober 2014 wurden massive Schäden an den Unterwagenschienen und deren Befestigung festgestellt und die Schleuse bis Juni 2015 gesperrt. Im Juni 2015 wurde bekannt gemacht, dass Taucher weitere Schäden festgestellt haben, die 2015 repariert wurden.

2019 wurde die Schienen des Schleusentores durch festeren Stahl erneut ausgetauscht, wobei die Baufirmen zwei Drittel der Kosten von 24,5 Millionen Euro übernahmen.